# حوزه انتخابیه بروجرد
حوزهٔ انتخاباتی بروجرد یکی از حوزه از حوزه‌های استان لرستان و دومین شهر پر جمعیت لرستان برای انتخابات مجلس شورای اسلامی است. این حوزه به مرکزیت بروجرد، ۲ نماینده دارد.

## نمایندگاندوره دوازدهم
فاطمه مقصودی و عباس گودرزی بروجردی

## پی‌نوشت و منبع
- «جدول حوزه‌های انتخابیه در انتخابات دهمین دورهٔ مجلس شورای اسلامی» (PDF). مرکز پژوهش و سنجش افکار صدا و سیما. بایگانی‌شده از اصلی (PDF) در ۵ اكتبر ۲۰۱۸. دریافت‌شده در ۳ اوت ۲۰۱۶. تاریخ وارد شده در |archive-date= را بررسی کنید (کمک)